# 아폴로 10 1/2: 스페이스 에이지 어드벤처
"아폴로 10 1/2: 스페이스 에이지 어드벤처"(영어: Apollo 10 ½: A Space Age Adventure)는 2022년 공개된 미국의 성장, SF 애니메이션 영화이다. 리처드 링클레이터가 감독과 각본을 맡았다.

## 출연

### 주연
- 잭 블랙 : 스탠 역 (성인)
- 글렌 포웰 : 보스틱 역
- 제커리 레비 : 크랜즈 역
- 마일로 코이 : 스탠 역
- 조쉬 위긴스 : 스티브 역

### 조연
- 리 에디 : 엄마 역
- 빌 와이즈 : 아빠 역
- 나탈리 라모로 : 비키 역
- 제니퍼 그리핀 : 다른 할머니 역
- 사무엘 데이비스 : 조이 역